# Deforestacija
Deforestacija ili rašumljavanje je seča i uklanjanje šume sa zemljišta koje se zatim preobražava za nešumsku upotrebu. Krčenje šuma može uključivati konverziju šumskog zemljišta na farme, rančeve ili za urbanu upotrebu. Do deforestacije najviše dolazi u tropskim prašumama. Oko 31% kopnene površine Zemlje prekriveno je šumama.
Do deforestacije može doći iz nekoliko razloga: stabla se mogu poseći da bi se koristila za izgradnju ili prodala kao gorivo (ponekad u obliku drvenog uglja ili građe), dok se očišćeno zemljište može koristiti kao pašnjak za stoku i plantaže. Uklanjanje drveća bez dovoljno pošumljavanja rezultiralo je oštećenjem staništa, gubitkom biološke raznolikosti i suvoćom predela. Deforestacija štetno utiče na biosekvestraciju atmosferskog ugljen-dioksida. Krčenje šuma se takođe koristi u ratu da liši neprijatelja vitalnih resursa i zaklona za njegove snage. Savremeni primeri toga su upotrebe agenta orindž od strane britanske vojske u Maleziji za vreme malezijskog ustanka i vojske Sjedinjenih Država u Vijetnamu tokom rata u Vijetnamu. Od 2005. godine, neto stope krčenja šuma prestale su da se povećavaju u zemljama sa BDP-om po glavi stanovnika od najmanje 4.600 USD. Deforestirana područja obično imaju značajnu štetnu eroziju tla i često se pretvaraju u pustoš.
Nepoštovanje pripisane vrednosti, neadekvatno upravljanje šumama i nedostatni zakoni o životnoj sredini su neki od faktora koji dovode do krčenja šuma velikih razmera. U mnogim zemljama krčenje šuma - usled prirodnih činilaca i ljudskih aktivnosti - je trajno pitanje. Krčenje šuma uzrokuje istrebljenje mnogih vrsta, promene klimatskih uslova, dovodi do dezertifikacije i do raseljavanja stanovništva, kao što je to zapaženo na bazi stanja u sadašnjosti i u prošlosti putem fosilnih zapisa. Više od polovine svih biljnih i kopnenih životinjskih vrsta na svetu živi u tropskim šumama.
Između 2000 i 2012, širom sveta je sasečeno 2,3×106 km2 (890.000 sq mi) šume. Kao rezultat krčenja šuma, ostalo je samo 6,2 miliona km² od prvobitnih 16 miliona km² tropske prašume koja je prethodno prekrivala Zemlju. Područje veličine fudbalskog igrališta svakog se minute uklanja iz Amazonske prašume, sa 55 miliona hektara prašuma očišćenih za poljoprivrednu u celini.
U 2018. godini izgubljeno je više od 3,6 miliona hektara netaknutih tropskih šuma.

## Uzroci
Prema sekretarijatu Okvirne konvencije Ujedinjenih nacija o klimatskim promenama (UNFCCC), glavni neposredni uzrok krčenja šuma je poljoprivreda. Potrošačka poljoprivreda odgovorna je za 48% krčenja šuma; komercijalna poljoprivreda je odgovorna za 32%; seča je odgovorna za 14%, i uklanjanje drvnog goriva sačinjava do 5%.
Stručnjaci se ne slažu oko toga da li je industrijska seča važan doprinosi globalnom krčenju šuma. Neki tvrde da je veća verovatnoća da siromašni ljudi krče šumu jer nemaju alternative, drugi da siromašni nemaju mogućnost plaćanja materijala i rada koji su potrebni za čišćenje šume. Jedno istraživanje je ustanovilo da je porast stanovništva zbog visoke stope plodnosti bio glavni pokretač tropske deforestacije u samo 8% slučajeva.
Ostali uzroci sadašnje deforestacije mogu uključivati korupciju državnih institucija, nepravičnu raspodelu bogatstva i moći, rast stanovništva, prenaseljenost, i urbanizaciju. Globalizacija se često posmatra kao drugi osnovni uzrok krčenja šuma, iako postoje slučajevi u kojima uticaji globalizacije (novi protoci rada, kapitala, dobara i ideja) podstiču lokalizovanu obnovu šuma.
Drugi uzrok krčenja šuma su klimatske promene. 23% gubitaka od šumskog pokrivača proizilazi iz požara, a klimatske promene povećavaju njihovu učestalost i snagu. Rastuće temperature izazivaju velike požare, naročito u borovskim šumama. Jedan mogući efekat je promena sastava šume.

## Literatura
- BBC 2005 TV series on the history of geological factors shaping human history (name?)
- A Natural History of Europe – 2005 co-production including BBC and ZDF
- Runyan, C.W., and D'Odorico, P. (2016) Global Deforestation, Cambridge University Press, New York.
- Whitney, Gordon G. (1996). From Coastal Wilderness to Fruited Plain : A History of Environmental Change in Temperate North America from 1500 to the Present. Cambridge University Press.  0-521-57658-X
- Williams, Michael. (2003). Deforesting the Earth. University of Chicago Press, Chicago.  0-226-89926-8
- Wunder, Sven. (2000). The Economics of Deforestation: The Example of Ecuador. Macmillan Press, London.  0-333-73146-8
- FAO&CIFOR report: Forests and Floods: Drowning in Fiction or Thriving on Facts?
- Fenical, William (septembar 1983). „Marine Plants: A Unique and Unexplored Resource”. Plants: the potentials for extracting protein, medicines, and other useful chemicals (workshop proceedings). DIANE Publishing. стр. 147. ISBN 1-4289-2397-7.
- Parry, J. (2003). Tree choppers become tree planters. Appropriate Technology, 30(4), 38–39. Retrieved 22 November 2006, from ABI/INFORM Global database. (Document ID: 538367341).
- Hillstrom, K & Hillstrom, C. (2003). Africa and the Middle east. A continental Overview of Environmental Issues. Santabarbara, CA: ABC CLIO.
- Williams, M. (2006). Deforesting the earth: From prehistory to global crisis: An Abridgment. Chicago: The university of Chicago Press.
- Mccann, J.C. (1990). „A Great Agrarian cycle? Productivity in Highland Ethiopia, 1900 To 1987”. Journal of Interdisciplinary History. xx: 3,389—416.

## Spoljašnje veze
U medijima
- Pappas, S. (14. 11. 2013). „Vanishing Forests: New Map Details Global Deforestation”. LiveScience.com. TechMediaNetwork. Приступљено 16. 11. 2013.

Filmovi onlajn